# Etheostoma ditrema
Etheostoma ditrema es una especie de peces de la familia Percidae en el orden de los Perciformes.

## Morfología
Los machos pueden llegar alcanzar los 5,4 cm de longitud total.

## Distribución geográfica
Se encuentran en Norteamérica:  Georgia, Alabama y sudeste de Tennessee.